# Concili de Lió II
És considerat per l'Església Catòlica com el XIV concili ecumènic, i el sisè dels celebrats a Occident.
Els temes principals que van ser tractats en el concili van ser: la conquesta de Terra Santa, la unió amb l'Església Ortodoxa i el sistema d'elecció papal.

## Participació

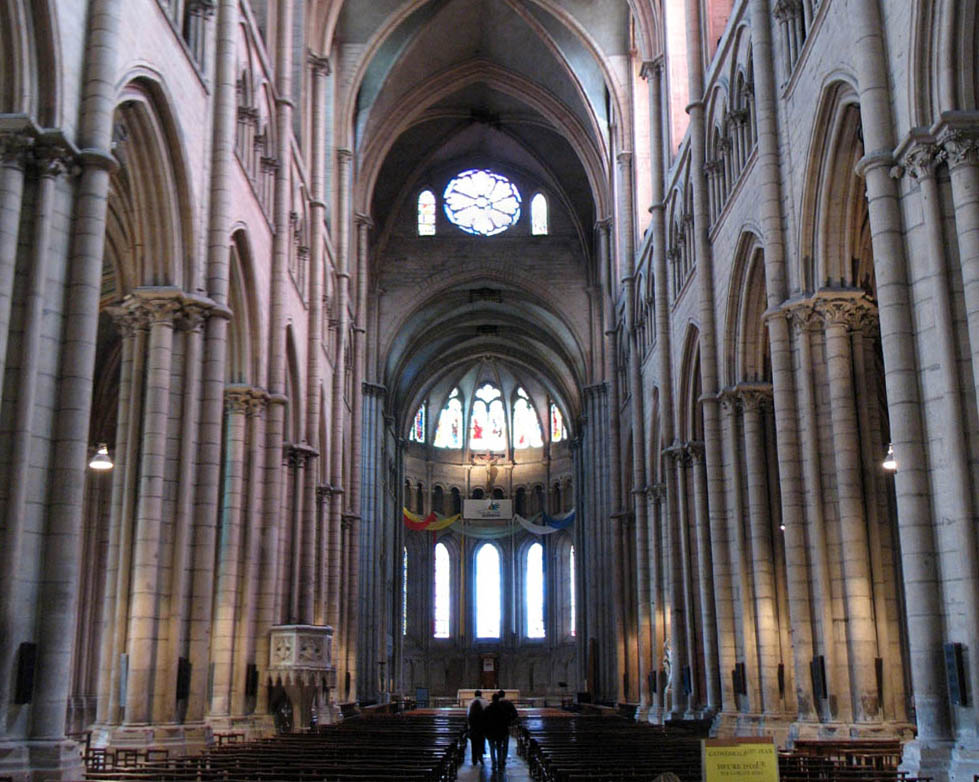
La Catedral de Lió, on es va celebrar el Segon Concilio Lugdunense el 1274

Convocat el 1272 pel papa Gregori X, el concili es va desenvolupar en sis sessions a les quals van assistir uns cinc-cents bisbes, seixanta abats i més de mil prelats o els seus procuradors entre qui van destacar Sant Bonaventura que va morir durant les sessions. En canvi, no va poder intervenir Tomàs d'Aquino que va morir quan es dirigia al concili.
També van estar presents Jaume I d'Aragó, l'ambaixador de l'emperador Miquel VIII Paleòleg amb membres del clergat grec, i els ambaixadors dels reis d'Alemanya, Anglaterra, Escòcia, França, Sicília entre altres monarquies, que per primera vegada apareixien representades com tals en un concili eclesiàstic.
Especial transcendència va tenir la presència dels ambaixadors del Khan dels Tàtars el regne dels quals, situat a l'esquena de l'islam, obria la possibilitat de tenallar els musulmans entre dos fronts.

## Conquesta de Terra Santa
El concili va deliberar sobre la preparació d'una nova croada centrant-se en els seus aspectes financers, per al qual es va decidir que durant sis anys un delme de tots els beneficis de la cristiandat s'haurien de destinar a la croada. Jaume I es va mostrar partidari d'iniciar-la immediatament, però en oposar-s'hi els templers no es va prendre cap decisió. Davant de les indecisions dels altres assistents a l'assemblea canònica, Jaume I es va acomiadar del Sant Pare, va abandonar la reunió amb els membres del seu seguici i els va dir: "Barons, ja podem marxar: avui almenys hem deixat ben posat l'honor d'Espanya".

## Unió amb l'Església Ortodoxa
Per acabar amb el cisma entre les esglésies d'Orient i Occident, Gregori X havia enviat una ambaixada a Miquel VIII Paleòleg que havia reconquerit Constantinoble i havia acabat amb l'Imperi Llatí d'Orient establert el 1204 amb la presa per croats occidentals de la ciutat.
Sant Bonaventura per part de l'Església Catòlica i Juan Bekkos en representació de l'Ortodoxa, van aconseguir un acord sobre les diferències que separaven ambdues Esglésies: primat romà, filioque, sagraments, etc. L'aparent èxit de la unió va ser tanmateix molt efímer, ja que es va trobar, des del primer moment, sense l'acceptació del baix clergat i del poble grec.

## Elecció papal
L'última elecció papal s'havia eternitzat provocant que el tron de Sant Pere romangués vacant durant gairebé tres anys. Per evitar una situació semblant en el futur, el concili va publicar la butlla Urbi Periculum en la qual s'establia que els cardenals electors s'havien de reunir transcorreguts deu dies després de la mort del Papa, en total aïllament i tancats amb pany i clau, cum clavis (conclave).
Si no arribaven a un acord transcorreguts tres dies, veurien dràsticament reduït el seu aliment. Si passats uns altres cinc dies continuaven sense prendre una decisió, els seus menjars serien reduïts a pa, aigua i vi. A més es va establir que mentre durés el conclave, els ingressos dels cardenals passarien a ser propietat de l'Església en el seu conjunt.

## Altres decisions
Es van confirmar els privilegis dels quatre ordes mendicants: dominics, franciscans, agustins i carmelites, que serien els únics tolerats i es procediria a la supressió dels restants.
Pel que fa a la reforma de l'Església, es va denunciar la forma de vida de molts prelats i es va procedir a deposar diversos bisbes i abats per la seva indignitat.
Es va donar solució al conflicte entre Alfons X el Savi i Rodolf d'Habsburg sobre qui s'havia de proclamar emperador de Sacre Imperi, el concili va resoldre a favor d'aquest últim.